# Antoine Chazal
Pour les articles homonymes, voir Chazal.
Antoine Chazal, né à Paris le 8 novembre 1793 et mort dans la même ville le 12 août 1854, est un peintre et graveur français.

## Biographie
Il est le grand-oncle du peintre Paul Gauguin.
Élève de Sébastien-Joseph Misbach, Jean-Joseph-Xavier Bidauld et Gérard van Spaendonck, il se spécialisa essentiellement dans les sujets floraux, mais eut aussi une production de tableaux religieux et de portraitiste. Il exposa au Salon de 1822 à sa mort. Il dessina les planches anatomiques de plusieurs traités de médecine. Peintre attitré et professeur de dessin du Muséum national d'histoire naturelle, il fut nommé chevalier de la Légion d'honneur en 1838.

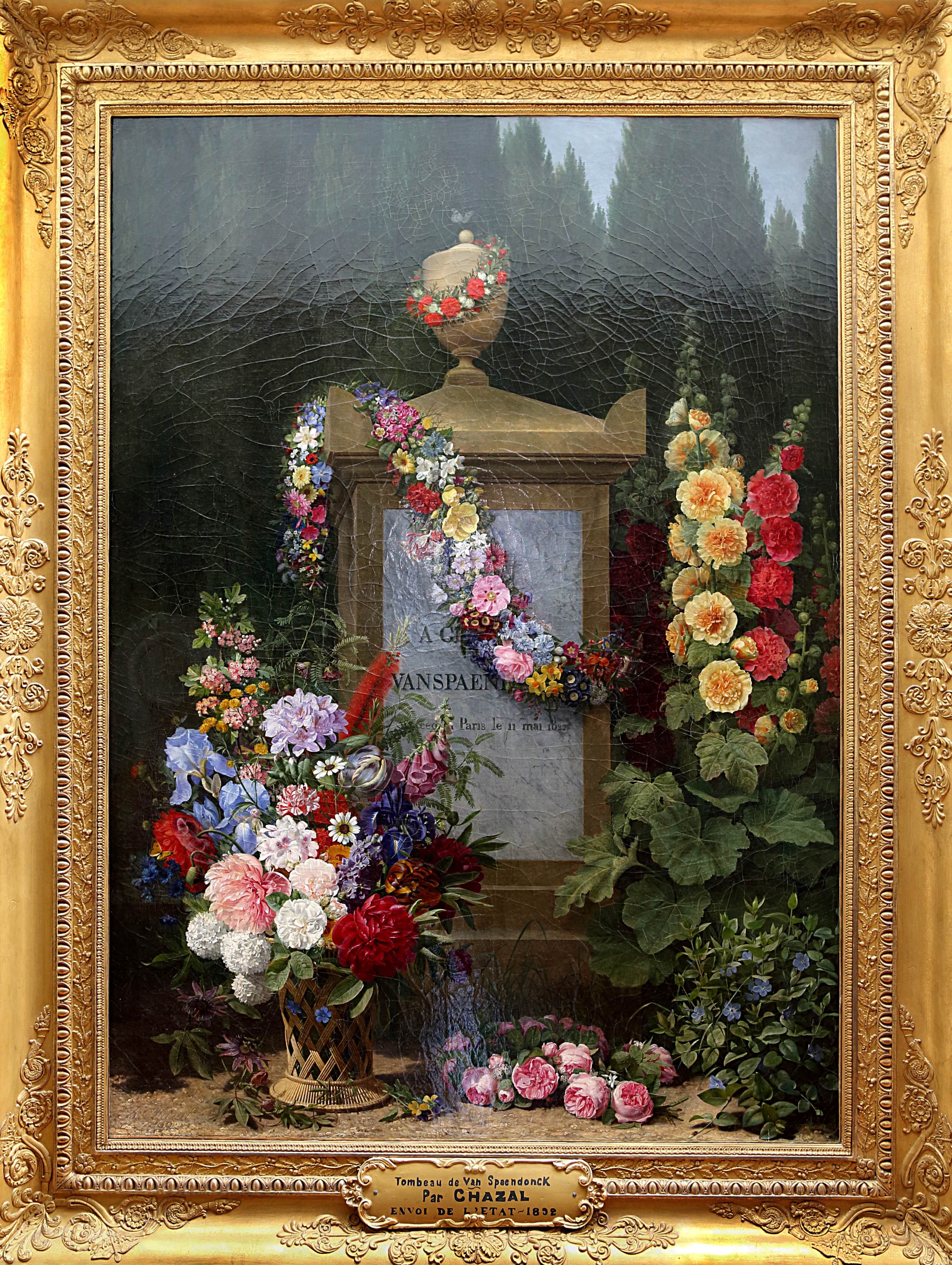
Tombeau de Gérard Van Spaendonck (1830).

## Généalogie
Léonard Chazal dit Clément (1764-1812), arquebusier, époux de Jeanne-Geneviève Buterne (1765-1821)
- D'où Antoine Chazal épouse Marie-Augustine Chapitey et André Chazal (1796-1860) époux de Flora Tristan (1803-1844).
  - D'Antoine Chazal et Jeanne-Geneviève Buterne : Charles-Camille Chazal dit Camille Chazal et Léon Chazal (1821-1898).
  - D'André Chazal et Flora Tristan : Ernest Chazal (1824-1879), Aline Chazal (1825-1867) qui épousera Clovis Gauguin d'où Paul Gauguin (1848-1903).

Antoine Chazal est enterré au cimetière du Montparnasse (2e division) à Paris.

## Œuvres

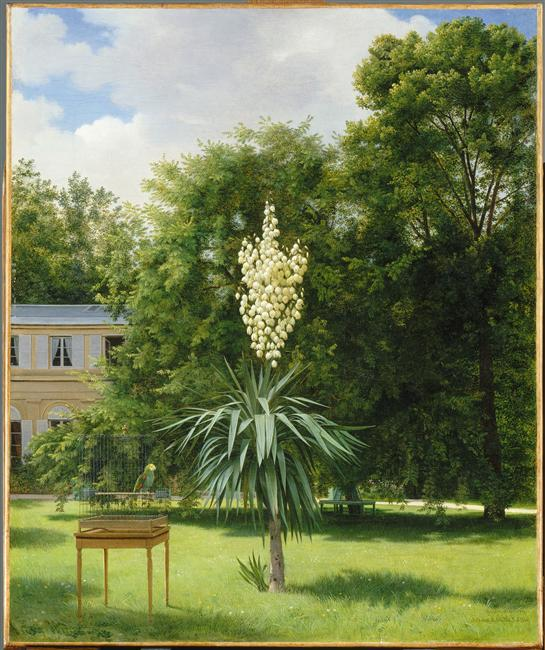
Un Yucca gloriosa dans le parc de Neuilly.

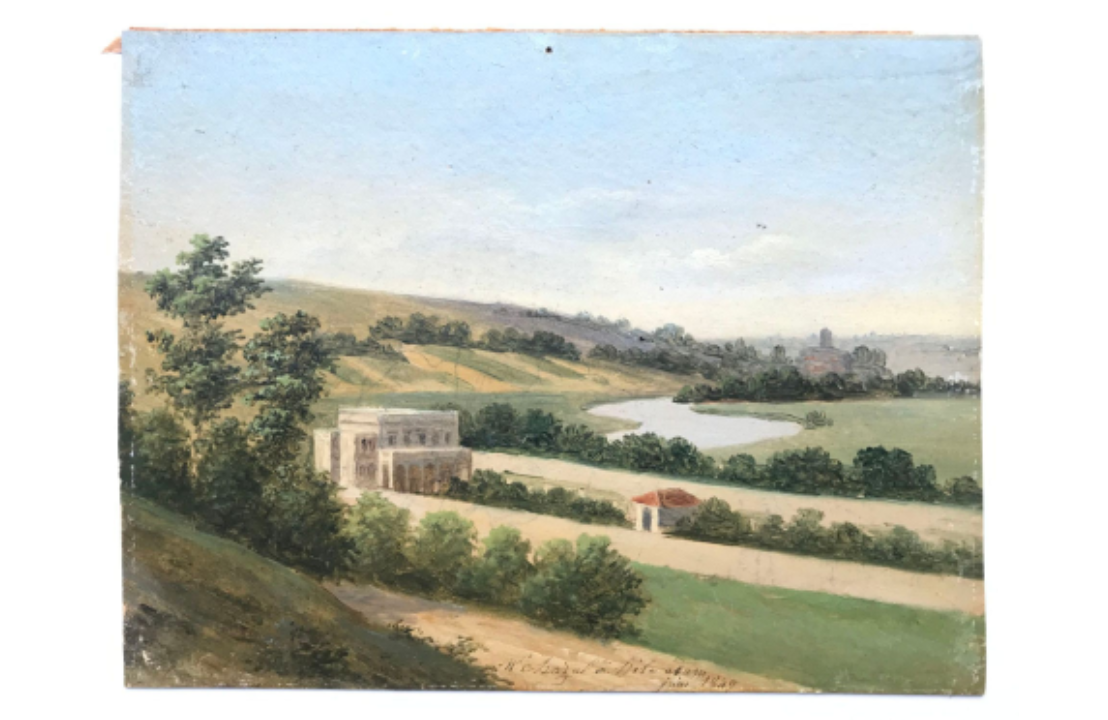
Paysage au château, juin 1849

- En 1827, Chazal note dans sa liste de ses travaux les dessins à la sépia des portraits de Mirbel, Mascagni, Laneau, Gaillon, Stall, Lamouroux[3], Cassini, Brugenon, Lesson, Dumont, Riolan[4], Loiseleur, Defrance, Gérando.
- Lexington, Kentucky, Moosnick Medical and Science Museum, Transylvania University, 41 dessins de plantes médicinales achetés à Paris en 1839[5], cet ensemble fut sérieusement endommagé lors de l'incendie du bâtiment du Transylvania Medical College lors de la guerre de Sécession.
- Riom, église paroissiale Saint-Amable, L'Adoration du Sacré-Cœur, 1831.
- Roubaix, La Piscine, Tombeau de Gérard van Spaendonck, huile sur toile, 1830  1,60 x 1,19, l'artiste a représenté 90 espèces de fleurs.
- Paris, musée du Louvre, Le Yucca gloriosa, huile sur toile, 1845, 0,65 × 0,54, tableau  loué par Baudelaire.

## Gravures
Chazal dessina beaucoup d'effigies pour le graveur et éditeur Ambroise Tardieu, qui ne le mentionne pourtant pas dans ses estampes (voir en dessous les légendes des portraits).

Gravures d'Ambroise Tardieu d'après Chazal
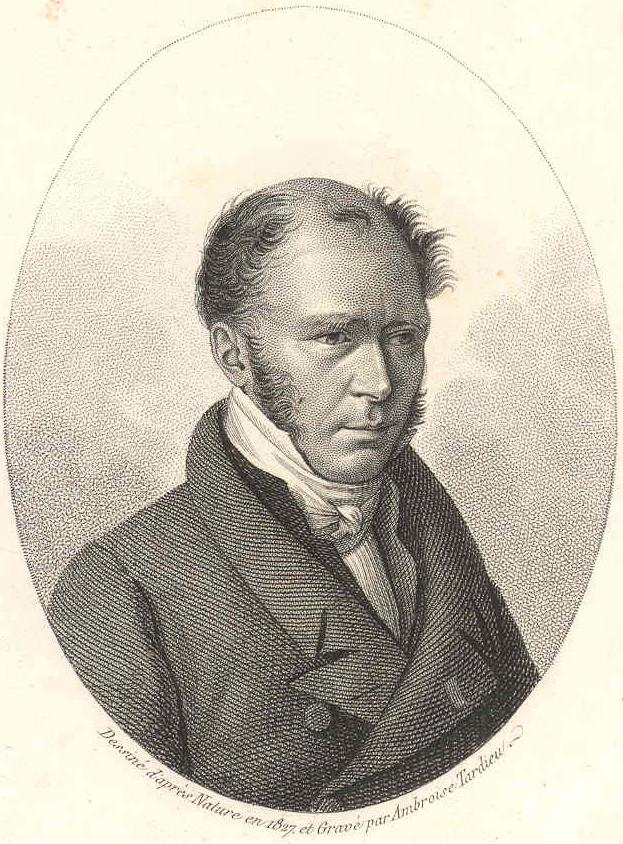
Alexandre Henri Gabriel Cassini
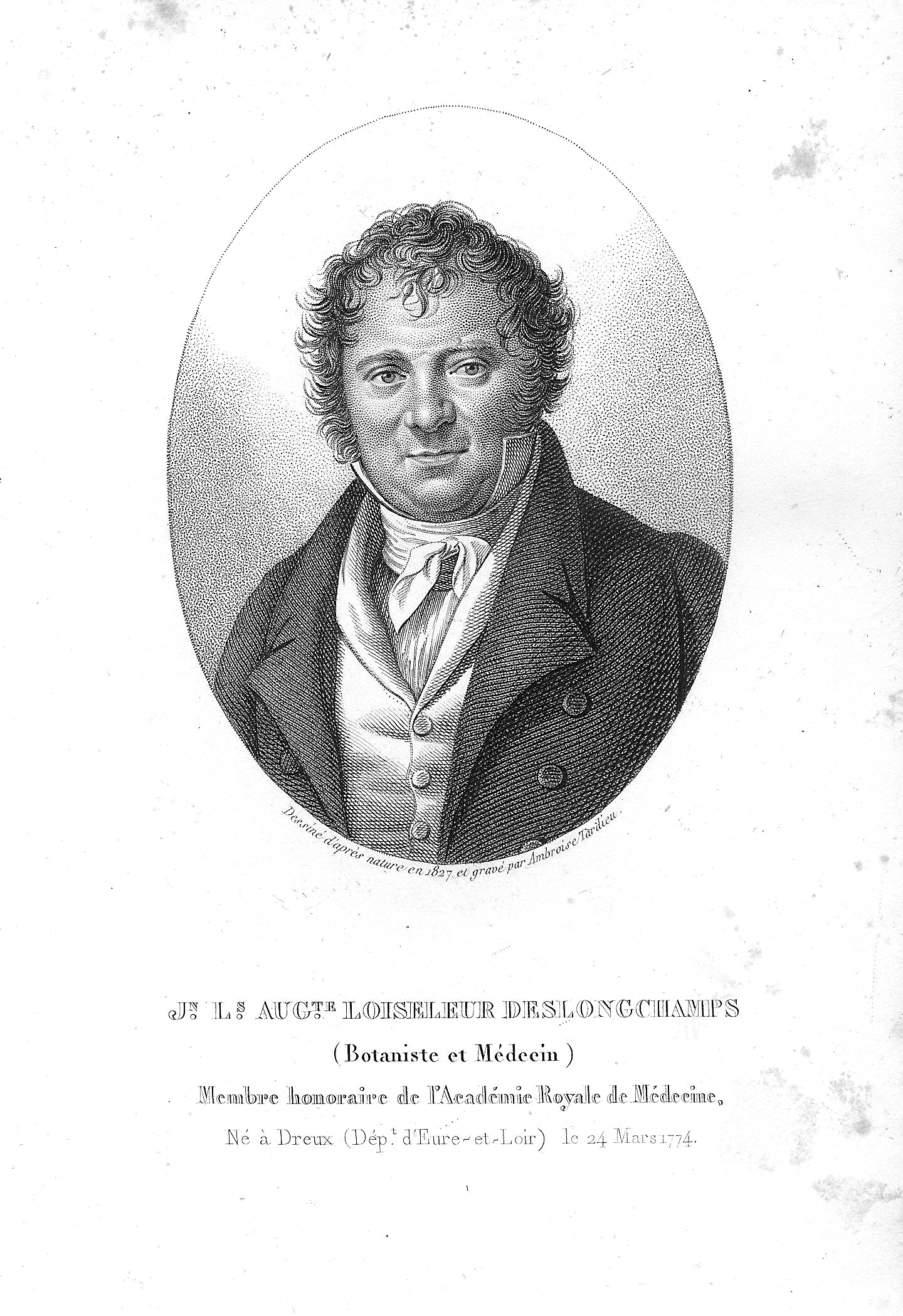
Loiseleur
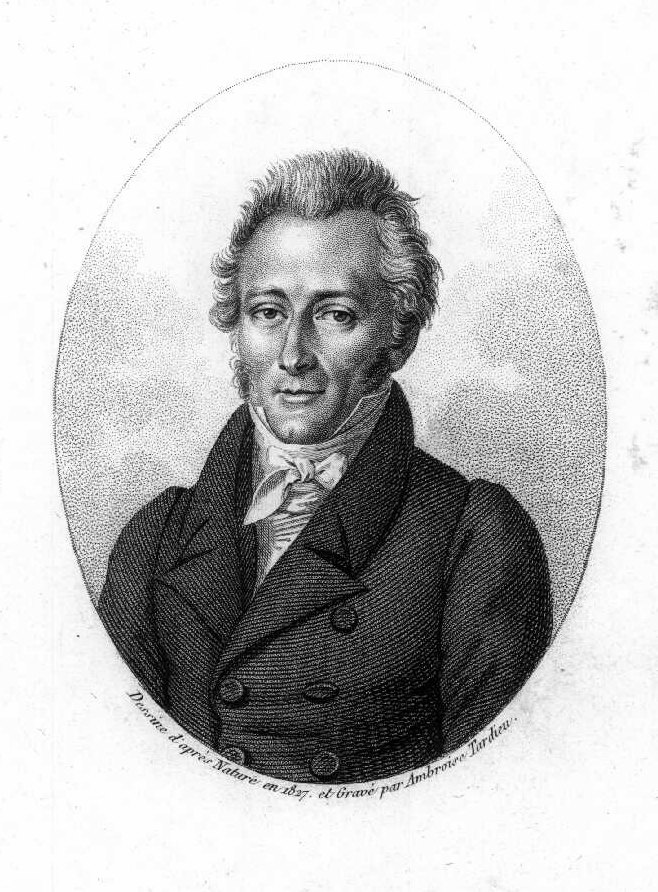
Gaillon

## Envois aux Salons de Paris
Il s'agit des envois de Chazal aux Salons de peinture et de sculpture, ce sont les œuvres acceptées par le jury, il y a eu un certain nombre d'œuvres refusées. 
1822
- No 27, Dessins de la Flore Pittoresque.

1824
- No 516 Fleurs et fruits sur une table de marbre
- No 517 Portrait de Monsieur E***
- No 518 Intérieur d’un atelier de menuisier ; Portraits de famille.

1827
- No 199 Strelitzia reginae, plante de la Nouvelle-Hollande ; aquarelle.

1831
- No 315 Hommage à Gérard van Spaendonck ; tableau de fleurs
- No 316 Lion et lionne de barbarie, âgés de trois ans ; étude faite d’après nature à la ménagerie du Jardin du Roi. ; Aquarelle.

1834
- No 517 Chapeau de paille rempli de fleurs, et renversé sur une table de marbre
- No 518 Portraits d’enfants dans un bois
- No 519 Fruits et fleurs sur un tapis de velours ; aquarelle
- No 520 Animaux peints à l’aquarelle pour le Muséum d’histoire naturelle, même numéro.

1835
- No 363 Fleurs et fruits sur une table de marbre
- No 364 Étude d’aigle, aquarelle
- No 365 Portrait de femme
- No 2471 Offrande à Flore ; lithographie d’après Vandaël.

1838
- No 284 Fleurs
- No 285 Fruits.

1839
- No 345 Portrait d’enfant, aquarelle.

1840
- No 254 Portraits de l’abbé D***
- No 255 de M. E.
- No 256 Portrait du général Washington en 1783.

1842
- No 350 Le vaisseau le Friedland, avec une description du sujet
- No 351 Fleurs et fruits d’automne, dans un vase étrusque et sur une table de marbre sarancolin : un kakatoès à huppe rouge s’effarouche à la vue d’un lézard
- No 352 *Roses fuchsia et myosotis dans un vase en cristal
- No 353 *Lion d’Alger, étude sur porcelaine.

1843 (dans le livret comme Alexis)
- No 219 Groupe de roses dans un vase en cristal
- No 220 Pêches, amandes et belle de jour, sur une table de marbre.

1844
(Dans le livret comme de feue Madame Bruyère et d’Antoine Chazal)
- No 246 Groupe de fleurs et de fruits dans un vase d’albâtre oriental (M. I.) (avec feu Élise Bruyère), 1843, huile sur bois, 130 × 98,4 cm, acquis par l'État en 1843 et expédié l'année suivante à Valenciennes ; musée des Beaux-Arts de Valenciennes, sous le titre Fleurs et raisins[8],[9].

Comme de Chazal
- No 331 Groupe de fleurs et de fruits dans un vase orné d’un bas relief
- No 332 Portrait de M. E.

1845
- No 311 Le Yucca gloriosa fleuri en 1844 dans le parc de Neuilly, (M.d. R.)

1846 
- No 361 Groupe de roses, jasmin jaune et myosotis
- No 362 Panier de fruits.

1847
- No 1727 Trois miniatures, même numéro : Portrait de M. Henri Boulay de la Meurthe, Portrait de M. B. L., Portrait de Mlle B. L.

1848
- No 861, Portrait de Madame D
- No 862 Portrait de madame B.

1849 
- No 373 Ruines du chœur de l’abbaye d’Ourscamp, département de l’Oise ; étude d’après nature
- No 374 Ruine du vestibule de la chambre des morts à l’abbaye d’Ourscamp, département de l’Oise ; étude d’après nature
- No 375 Portrait de Madame R.

1852
- No 245 Jacqueline, étude de la chienne braque
- No 246 Vue prise dans le parc de la Brosse, Saint-Ouen (Seine-et-Marne). (Appartient à M. de Viviers)
- No 247 Groupe de fleurs près d’une source (appartient à M. Khalif Effendi Cherakyan).

1853
- No 242 Portrait de Madame R
- No 243 Raisins, grenades et oranges.

## Illustrations

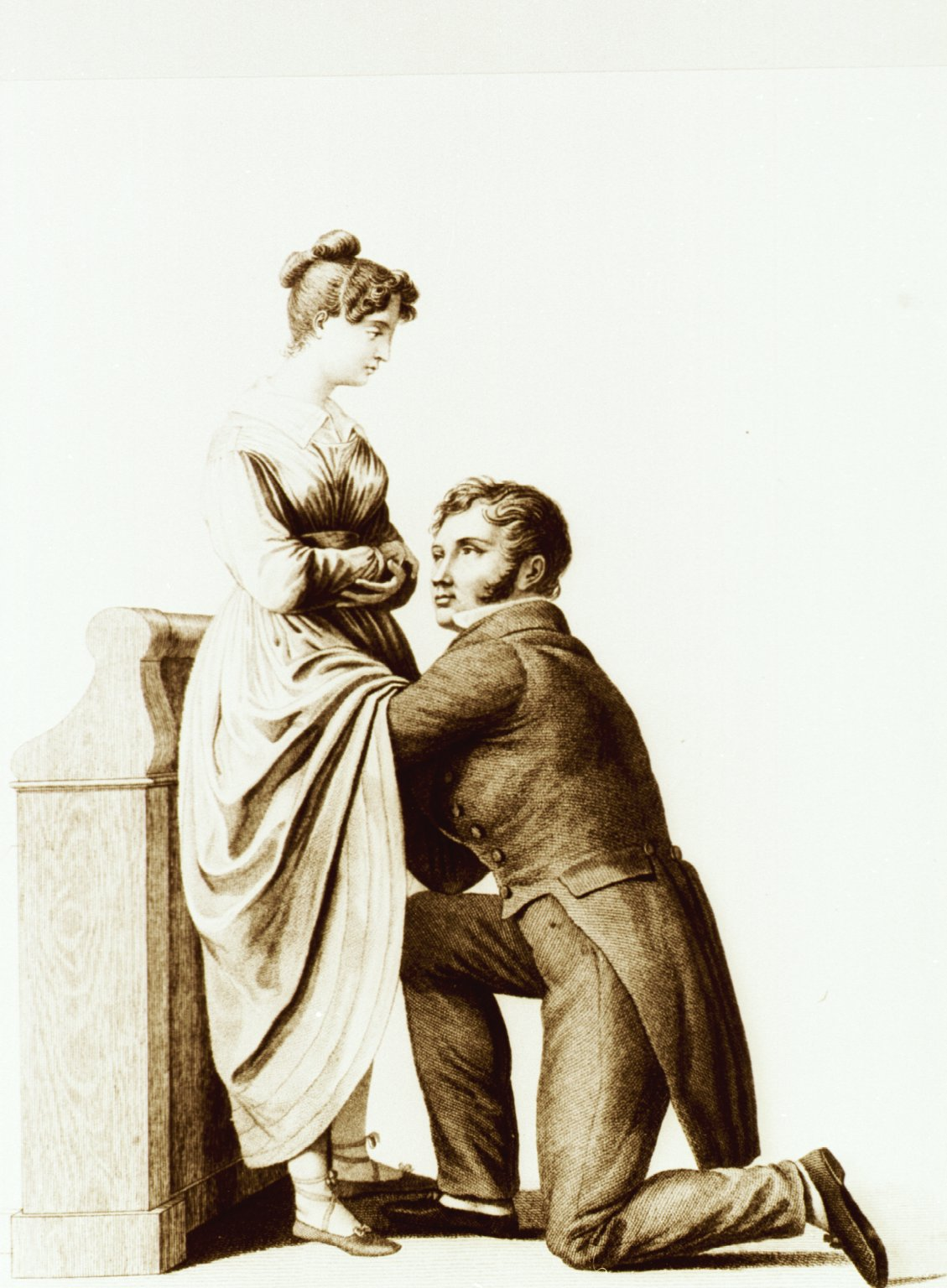
Le toucher debout, planche gravée illustrant les Nouveaux élémens de la science et de l'art des accouchemens d'après Antoine Chazal 1822

- Gilbert Breschet, Recherches Anatomiques, Physiologiques et Pathologiques sur le système veineux, Paris, 1829, lithographies en couleur d'Engelmann d'après Antoine Chazal.
- Jean Cruveilhier, Anatomie pathologique du corps humain (Paris, 1828-1842).
- Jacques-Pierre Maygrier, Nouveaux élémens de la science et de l'art des accouchemens, Paris, Ed. Bechet. 1822, ouvrage illustré de 80 planches en taille-douce d'après Antoine Chazal. André Breton aurait connu ce livre et y aurait remarqué les planches consacrées au Toucher.